# Eparchie taškentská
Eparchie taškentská (Ташкентская и Узбекистанская епархия – Taškentskaja i Uzbekistanskaja jeparchija) je eparchie ruské pravoslavné církve nacházející se v Uzbekistánu.

## Území a titul biskupa
Zahrnuje správní hranice území Uzbekistánu.
Eparchiálnímu biskupovi náleží titul biskup taškentský a uzbekistánský.

## Historie
V červnu 1865 byl Taškent obsazen oddílem generála Michaila Čerňajeva.
Roku 1868 podal turkestánský generální guvernér Konstantin Petrovič von Kaufman žádost o zřízení eparchie na území Turkestánského generálního guvernorátu. Důvodem byla vzdálenost od orenburské a tomské eparchie, které spravovaly toto území. Guvernér nechtěl, aby biskup sídlil v Taškentu, a požádal, aby sídlem biskupa bylo město Věrnyj. Jeho žádost byla schválena 1. května 1871.
Dne 12. listopadu 1871 byl do nové eparchie jmenován Sofonija (Sokolskij). Získal titul biskup taškentský a turkestánský.
Od roku 1896 podávala eparchie žádost o přesunutí sídla či vytvoření další eparchie v Taškentu.
Roku 1900 byla Zakaspická oblast převedena do gruzínské eparchie.
Dne 16. prosince 1916 bylo vyhověno přesunu sídla do Taškentu a ve městě Věrnyj byl vytvořen vikariát.
Na jaře 1923 většina kléru a farností uznala autoritu renovačního synodu. Eparchie přešla pod kontrolu renovačního biskupa a Nikolaje (Koblova). Arcibiskup Innokentij (Pustynskij) opustil eparchii bez dovolení.
V období 1927-1929 byl biskupem taškentské eparchie moskevského patriarchátu biskup Luka (Vojno-Jaseněckij), který se vrátil ze sibiřského exilu.
Po smrti metropolity Arsenije (Stadnyckého byla eparchie rozdělena na eparchii taškentskou a eparchii alma-atinskou. Po zatčení a popravě arcibiskupa Tichona (Šarapova) roku 1937 obě eparchie přišli o biskupa a to až do roku 1945.
Dne 12. října 2007 bylo z eparchie odděleno Turkmenistánské blahočiní.
Dne 27. července 2011 byla zahrnuta do nově vzniklého Středoasijského metropolitního okruhu a z části jejího území byla vytvořena eparchie biškecká a eparchie dušanbecká.

## Seznam biskupů
- 1871–1877 Sofonija (Sokolskij)
- 1877–1883 Alexandr (Kulčickij)
- 1883–1892 Neofit (Něvodčikov)
- 1892–1895 Grigorij (Poletajev)
- 1895–1897 Nikon (Bogojavlenskij)
- 1897–1897 Anastasij (Opockij)
- 1897–1902 Arkadij (Karpynskyj)
- 1902–1906 Paisij (Vinogradov)
- 1906–1912 Antoni (Abašidze) svatořečený
- 1912–1923 Innokentij (Pustynskij)
- 1923–1927 Luka (Vojno-Jaseněckij) svatořečený vyznavač
  - 1925–1927 Sergij (Lavrov) dočasný správce
- 1927–1933 Nikandr (Fenomenov)
- 1933–1933 Afanasij (Malinin)
- 1933–1936 Arsenij (Stadnyckyj)
- 1936–1938 Boris (Šipulin)
- 1944–1946 Kirill (Pospelov)
- 1946–1953 Gurij (Jegorov)
- 1953–1960 Jermogen (Goluběv)
- 1960–1971 Gavriil (Ogorodnikov)
  - 1971–1972 Platon (Lobankov) dočasný správce
- 1972–1987 Varfolomej (Gondarovskij)
- 1987–1990 Lev (Cerpickij)
- 1990–2011 Vladimir (Ikim)
- od 2011 Vikentij (Morar)